# Camptocarpus
Camptocarpus é um género de coleópteros da família Erotylidae.